# Opálka (tvrz)
Hrad Opálka se nachází na severním okraji osady Opálka u Strážova v okrese Klatovy, v Plzeňském kraji. Od roku 1964 je chráněna jako kulturní památka.

## Historie
Podle dostupných písemných pramenů byl hrad Opálka založen někdy na sklonku 14. století. Existují však zmínky, že v roce 1352 patřil Strážov k hradu Opálka a např. v roce 1364 je pak potvrzen sňatek Kateřiny s Opálky s Buškem z Týřovic.
Není zcela jisté, kdo byl prvotním stavitelem tohoto místa. Zda se jednalo o rod Janoviců z Janovic, Dubský z Třebomyslic, páni z Velhartic nebo hrabata z Bogenu. Ve vlastnictví hrad Opálka mělo několik známých rodů. Vilém z Rýzmberka, Alžběta z Pacova a Jan Tunkl z Brníčka, Adam ze Šternberka, Zdeněk ze Šternberka, Jan Lobkovic, Alžběta z Kolovrat, Judyta z Kolovrat, Jiří Adam Bořita z Martinic, Pavel z Morzinu, Alois Bonaventura z Altersheimu. Jako poslední držel Opálku Vilém Hohenzollern-Sigmaringen, kterému při pozemkové reformě v letech 1923 a 1924 opálecký dvůr zabavili a přideělili Pavlovi Strouhalovi, kterému patřil opálecký dvůr až do čtyřicátých let, kdy byl zestátněn a přidělen do užívání státního statku. Jeho posledním vlastníkem byl Plemenářský podnik Klatovy, uživatel JZD Strážov. V sedmdesátých letech sloužila část zámku, jako byt několika romských rodin.   
V roce 2018 areál tvrze koupila Marcela Radlingerová s cílem zpřístupnit ji návštěvníkům. V roce 2024 proběhla rekonstrukce střechy.

## Stavební podoba

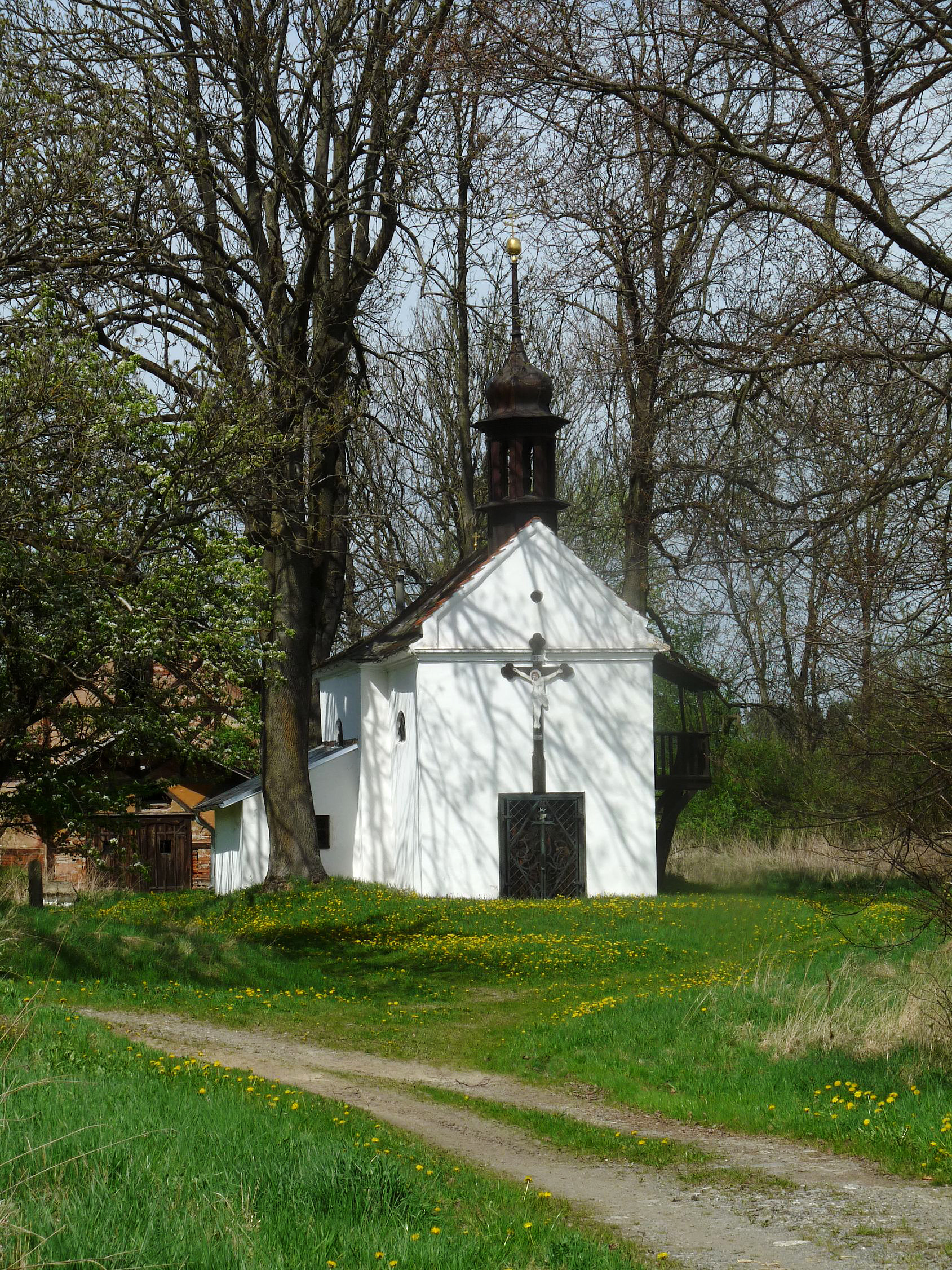
Kaple svaté Anny

Hlavním objektem jádra hradu Opálka v době jejího vzniku byla obytná věž o rozměrech 10x12m, obehnaná kamennou hradbou. Na východní straně je zachována strážní věž o rozměru 5,6x4,8m s pozůstatky navazujícího parkánu na severní straně. Donjon mohl ve své době dosahovat tří nebo spíše čtyř pater, z toho dvě patra jsou dochována.